# Clepticus
Clepticus là một chi cá biển thuộc họ Cá bàng chài. Các loài trong chi này có phạm vi phân bố tập trung ở Đại Tây Dương.

## Từ nguyên
Từ định danh của chi trong tiếng Latinh có nghĩa là "ăn trộm", theo Achille Valenciennes (1839), hàm ý đề cập đến bộ hàm có thể phóng về phía trước với tốc độ cực nhanh và hút con mồi vào miệng; khi không sử dụng, hàm được thu lại vào bên trong miệng, trả lại vẻ ngoài bình thường cho chúng.

## Các loài
Có 3 loài được công nhận là hợp lệ trong chi này, bao gồm:
- Clepticus africanus Heiser, Moura & Robertson, 2000[4]
- Clepticus brasiliensis Heiser, Moura & Robertson, 2000[4]
- Clepticus parrae (Bloch & Schneider, 1801)